# Rickard Sandler
Pour les articles homonymes, voir Sandler.
Rickard Johannes Sandler, né le 29 janvier 1884 à Torsåker, Ångermanland, en Suède, et mort le 12 septembre 1964 à Solna, est un homme politique socialiste réformiste suédois. Il est successivement chef du gouvernement et ministre d'État en 1925-1926 et ministre des Affaires étrangères à deux reprises, de 1932 à 1936 puis de 1936 à 1939. 
Il est également président de l'assemblée générale de la Société des Nations en 1934.